# Driemaal dezelfde stelling
Driemaal dezelfde stelling met dezelfde speler aan zet is het onderwerp van een spelregel in het schaakspel waardoor de partij in remise kan eindigen.
De spelregel luidt formeel:

De partij is remise, als een aan zet zijnde speler terecht claimt dat dezelfde stelling voor minstens de derde keer (niet noodzakelijkerwijs door opeenvolgende herhaling van zetten):
1. tot stand gaat komen, als hij eerst zijn zet, die niet gewijzigd mag worden, op zijn notatieformulier noteert en de arbiter zijn voornemen meedeelt om deze zet spelen, of
2. zojuist tot stand is gekomen, en de speler die remise claimt aan zet is.

Wordt er doorgespeeld, dan is de partij sinds een regelwijziging in 2014 automatisch remise als dezelfde stelling zich voor de vijfde maal voordoet. 
De stelling is alleen identiek als dezelfde speler aan zet is en tevens de zetmogelijkheden in het vervolg van de partij gelijk zijn, dus ook de mogelijkheden tot rokeren en en passant slaan. Dit leidde in 1986 tot een onterechte remiseclaim in een partij tussen de grootmeesters Anatoli Karpov en Anthony Miles. Vanuit het diagram ging de partij verder met 22. ... Ta4 23. Pc3 Ta8 24. Pb5 Ta4 25. Pc3 Ta8. Karpov noteerde 26. Pb5 op zijn notatieformulier en claimde remise. Die claim was ongeldig, want zwart kon vóór de 22e zet nog rokeren en nadien niet meer. Overigens accepteerde Miles de remise, zodat de partij niet eindigde door herhaling van zetten maar door overeengekomen remise.

## Nota bene
Herhaling van zetten en eeuwig schaak worden ook wel genoemd als methoden om remise te bereiken. De remise kan echter pas worden geclaimd op basis van:
- driemaal dezelfde stelling, of
- de vijftigzettenregel.